# Ian McNabb
Ian McNabb este un arbitru nord-irlandez de fotbal. Din 2017 arbitrează meciuri internaționale.

## Cariera internațională
| data       | Competiția                         | Echipa 1           | Scor  | Echipa 2                      | Penalty | Cartonaș galben | Cartonaș roșu |
| ---------- | ---------------------------------- | ------------------ | ----- | ----------------------------- | ------- | --------------- | ------------- |
| 10 03 2017 | Campionatul European de Fotbal U17 | Grecia U17         | 0 – 4 | Portugalia U17                | 0 – 0   | 2 – 0           | 0 – 0         |
| 15 03 2017 | Campionatul European de Fotbal U17 | Polonia U17        | 3 – 0 | Grecia U17                    | 0 – 2   | 2 – 2           | 0 – 0         |
| 20 07 2017 | UEFA Europa League 2017-2018       | FC Utrecht         | 3 – 1 | Valletta FC                   | 0 – 0   | 1 – 2           | 0 – 0         |
| 05 10 2017 | Campionatul European de Fotbal U21 | Luxemburg U21      | 1 – 1 | Slovenia U21                  | 0 – 0   | 1 – 1           | 0 – 0         |
| 17 10 2017 | Campionatul European de Fotbal U17 | Cipru U17          | 1 – 1 | Suedia U17                    | 0 – 0   | 1 – 4           | 0 – 1         |
| 20 10 2017 | Campionatul European de Fotbal U17 | Suedia U17         | 9 – 0 | San Marino U17                | 0 – 0   | 0 – 2           | 0 – 0         |
| 05 10 2017 | Campionatul European de Fotbal U21 | Olanda U21         | 8 – 0 | Andorra U21                   | 0 – 1   | 1 – 0           | 0 – 0         |
| 22 11 2017 | UEFA Youth League                  | Esbjerg fB (youth) | 0 – 6 | Internazionale Milano (youth) | 2 – 0   | 0 – 5           | 0 – 0         |
| 19 07 2018 | UEFA Europa League 2018-2019       | FK Vardar Skopje   | 0 – 2 | Pyunik FA Erevan              | 0 – 0   | 1 – 3           | 0 – 0         |